# 吕冈
吕冈（法語：Lugan，法語發音：[lyɡɑ̃]）是法国奧克西塔尼大區塔恩省的一个市镇，属于卡斯特尔区。

## 地理
吕冈（43°43'52"N, 1°43'3"E）面积10.13 平方千米，位于法国奧克西塔尼大區塔恩省，该省份为法国南部内陆省份，北起顺时针与阿韦龙省、埃罗省、奥德省、上加龙省和塔恩-加龙省接壤。
与吕冈接壤的市镇（或旧市镇、城区）包括：圣叙尔皮斯拉潘特、阿扎、加里格、拉沃尔、圣让德里沃、圣利厄莱拉沃尔。

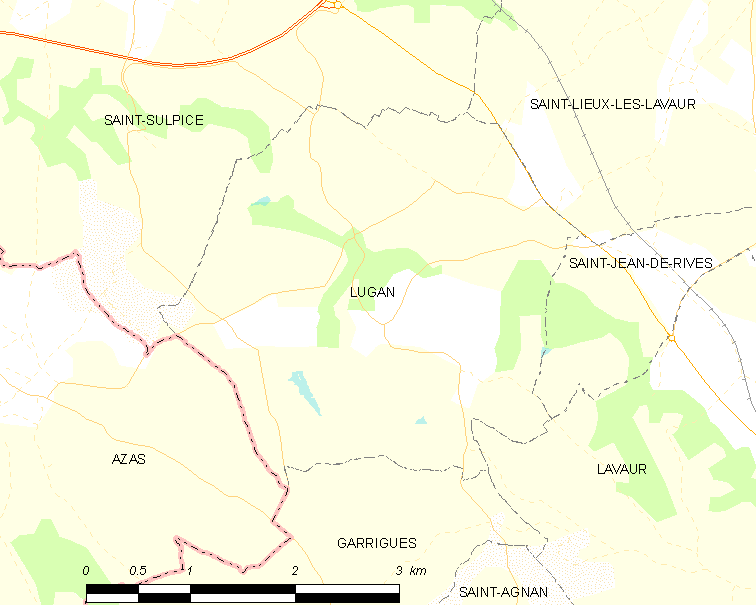
吕冈的OSM定位图

吕冈的时区为UTC+01:00、UTC+02:00（夏令时）。

## 行政
吕冈的邮政编码为81500，INSEE市镇编码为81150。

## 政治
吕冈所属的省级选区为塔恩之门县。

## 人口

1962-2008年间吕冈人口变化图示

吕冈于2022年1月1日时的人口数量为420人。